# Hiệp hội Thẩm phán Đức

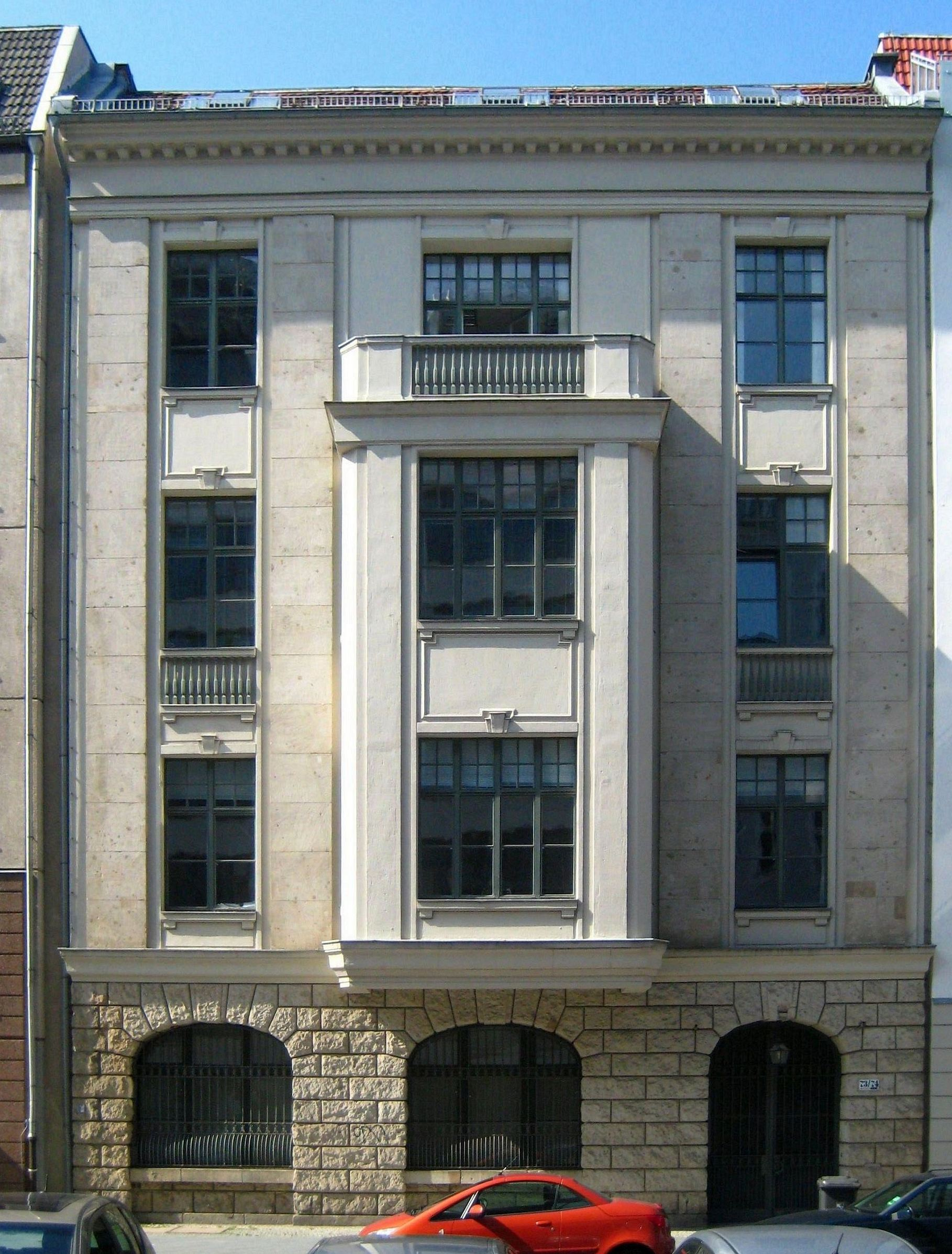
Trụ sở DRB ở đường Kronenstraße

Hiệp hội Thẩm phán Đức (tiếng Đức: Deutsche Richterbund (DRB)) có trụ sở tại Berlin, là hiệp hội nghề nghiệp lớn nhất của các thẩm phán và công tố viên. Nó được chia thành 16 hiệp hội bang, năm hiệp hội chuyên môn tại tòa án liên bang và bốn hiệp hội chuyên môn của các tòa án khác. Với 25 hội, tổng cộng số thành viên là hơn 16.000 thẩm phán và công tố viên.
Chủ tịch Hiệp hội Thẩm phán Đức kể từ ngày 28 tháng 4 năm 2016 là Jens Gnisa, giám đốc của Tòa án Bielefeld kế nhiệm Trưởng công tố viên Christoph Frank. Ngoài Chủ tịch hiệp hội, hội đồng hiệp hội có thêm mười hai thành viên khác, trong đó có Phó Chủ tịch Lore Sprickmann Kerkerinck, Giám đốc Tòa án Freising, và Joachim Lüblinghoff, chủ tịch thẩm phán tại Tòa án khu vực cao hơn của Hamm.
Hiệp hội Thẩm phán Đức tổ chức ba năm một lần đại hội thẩm phán và công tố viên Đức (RiStA-Tag). Lần cuối được tổ chức vào năm 2014 ở Weimar. Trong đại hội một tờ báo thẩm phán Đức (Deutsche Richterzeitung) được xuất bản và phát giải Nhân quyền của Hiệp hội Thẩm phán Đức cho một thẩm phán, công tố viên hay một luật sư, đã đóng góp một cách xuất sắc cho việc thực hiện các quyền con người.
DRB là thành viên của Hiệp hội Thẩm phán quốc tế, Hiệp hội Thẩm phán châu Âu và quỹ IRZ. Nó cũng là cơ quan quan sát của Viện Luật châu Âu.

## Lịch sử

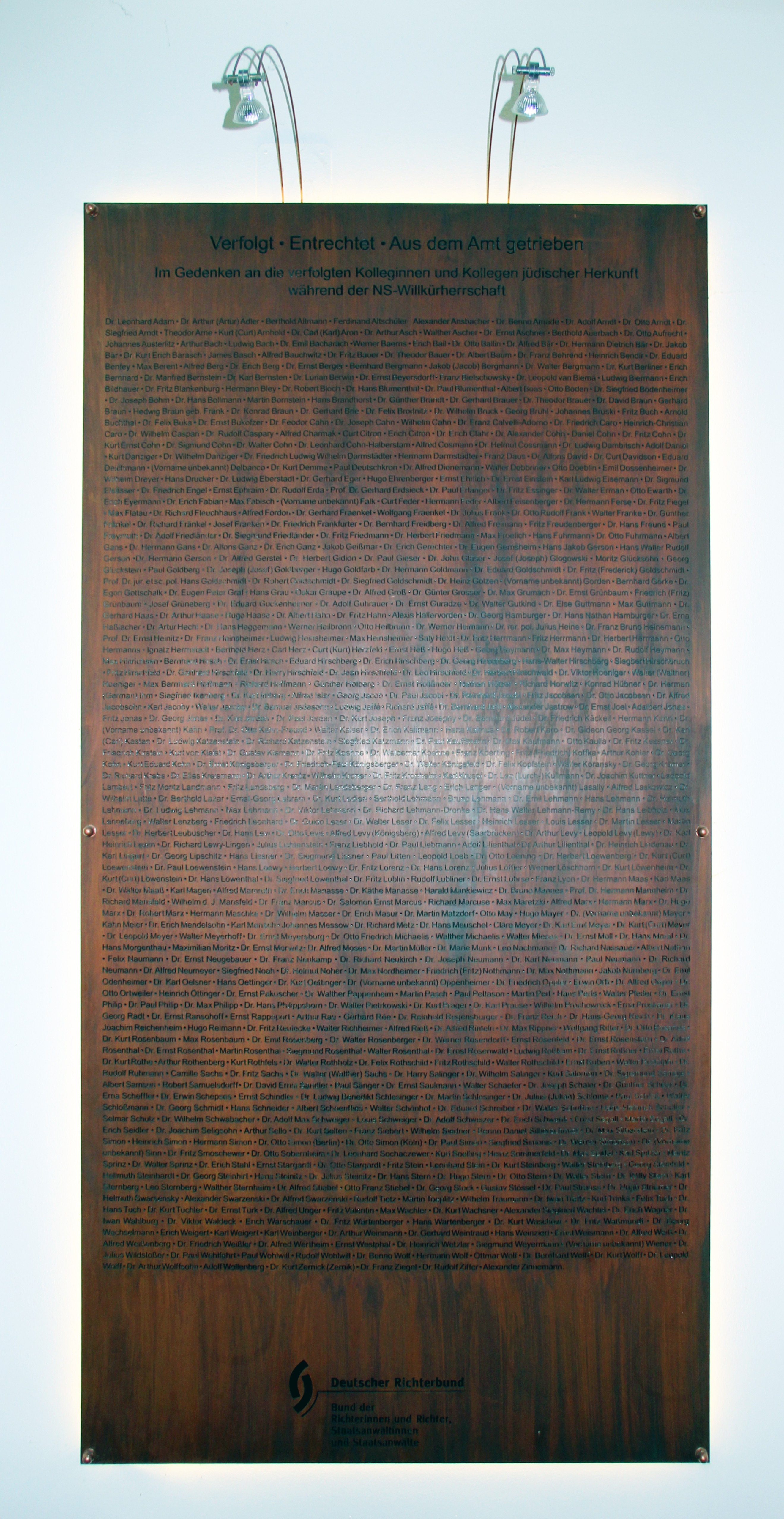
Bảng tưởng niệm trong trụ sở DRB về các thẩm phán và luật sư có gốc Do Thái bị săn đuổi.

Hiệp hội Thẩm phán Đức được thành lập vào ngày 01 Tháng 1 năm 1909 với sự hợp nhất các hội của các bang. Những người thẩm phán mà hồi đó còn là viên chức chính quyền tranh đấu cho sự đảm bảo sự độc lập hoàn toàn về chuyên môn và cá nhân. Vào ngày 25 tháng 5 năm 1933, Hiệp hội Thẩm phán Đức, không chống đối việc loại bỏ Cộng hòa Weimar, đã gia nhập vào Hiệp hội luật gia Đức Quốc xã (BNSDJ) lúc đầu vẫn còn tồn tại cho đến khi bị giải tán vào cuối năm. Chỉ đến tháng 10 năm 1949 nó mới tái lập trở lại trong lãnh thổ CHLB Đức cũ. Sau khi hoàn tất thống nhất nước Đức, các hội của thẩm phán và công tố viên từ các bang ở Đông Đức cũng gia nhập vào.

## Giải Nhân quyền
Kể từ năm 1991, Hiệp hội Thẩm phán Đức cứ mỗi ba năm lại phát một giải thưởng nhân quyền. Với giải này, thẩm phán, công tố viên, luật sư và các tổ chức của họ từ khắp nơi trên thế giới, những người "dưới các hoàn cảnh chính trị khó khăn và các biện pháp đàn áp, vẫn phản kháng, góp phần trong việc đòi hỏi tôn trọng các quyền con người", được vinh danh. Hiệp hội gọi đây là "biểu hiện sự công nhận sự can đảm của những người này và tinh thần đoàn kết với họ."  Giải thưởng này kèm theo một số tiền công nhận là 5.000 €.
Năm 2009, luật sư và nhà hoạt động nhân quyền Syria Anwar al-Bunni được vinh danh, người đã bị bắt giam ở gần Damascus từ tháng 5 năm 2006 đến tháng 5 năm 2011 vì các tuyên bố bất đồng chính kiến với chính quyền. 2012 Thẩm phán Colombia Iván Velásquez Gómez được vinh danh. Tháng 4 năm 2017 tuy đang bị chính phủ Việt Nam tạm giam, luật sư Nguyễn Văn Đài được tổng thống Đức Frank-Walter Steinmeier trao giải Nhân quyền 2017.